# 후나타니 게이스케
후나타니 게이스케(일본어: 船谷 圭祐, 1986년 1월 7일 ~ )는 일본의 전 축구 선수이다.

## 구단 경력
그는 2004년부터 2018년까지 J리그의 주빌로 이와타, 사간 도스, 미토 홀리호크에서 활동하였다.

## 국가대표팀 경력
그는 2005년 FIFA 세계 청소년 축구 선수권 대회에 참가할 일본 U-20 국가대표팀에 선발되었으나 경기에 출전하지는 못하였다.